# وداي العرايش
وادي العرايش هي إحدى القرى اللبنانية من قرى قضاء زحلة في محافظة البقاع.
- تبعد البلدة عن بيروت 52 كلم.
- ترتفع عن البحر 1000 مترا.